# テイエムサウスダン
テイエムサウスダン（欧字名:T M South Dan、2017年1月21日 - ）は、日本の競走馬。主な勝ち鞍は2019年の兵庫ジュニアグランプリ、2021年の黒船賞、テレ玉杯オーバルスプリント、兵庫ゴールドトロフィー、2022年の根岸ステークス。
馬名の意味は冠名＋父名の一部＋父父母名より。

## 戦績

### デビュー前
2017年1月21日、北海道新ひだか町のグランド牧場で母ムービングアウトの7番目の仔として誕生。2018年の北海道サマーセール1歳市場にて1,600万円（税別）で取引された。

### 2歳（2019年）
栗東・飯田雄三厩舎に入厩ののち、2019年6月15日、阪神競馬場の新馬戦で和田竜二とのコンビでデビューし4着、続く7月21日中京競馬場での未勝利戦でも7着に終わったが、3戦目の9月14日の未勝利戦では4コーナーから直線で先頭に立つと、最後はサウンドサンビームに8馬身差をつけ3戦目で初勝利を挙げた。10月20日京都競馬場の500万下特別なでしこ賞も制して2連勝とする。11月27日兵庫ジュニアグランプリでは、2番手追走から直線入り口で先頭に立つと、最後は中団から追い上げてきたメイショウテンスイに1馬身半差をつけ重賞初制覇を果たした。その後東上して全日本2歳優駿は2番人気に支持されるも、ヴァケーションの5着に終わった。

### 3歳（2020年）
明け3歳初戦、昇竜ステークスは、2番手からの競馬で押し切って1着。次走の端午ステークスは3歳馬ながら別定58㎏を背負う。1番人気に推されたが、直線で後続に差され7着に終わる。古馬との初対戦となった天保山ステークスは最下位の14着と大敗。その後は立て直しを図るため、5か月の休養を取り、11月の霜月ステークスで復帰、先手を取ると2頭に交わされるものの3着を確保する。

### 4歳（2021年）
2021年初戦、すばるステークスは好位から抜け出し後続に2馬身差をつけ勝利する。次走根岸ステークスは大敗するも、黒船賞では同競走と相性の良い岩田康誠を背に2番手でレースを進めると、第3コーナーで早々と先頭のグリムを交わし、最後の直線では後続を突き放して8馬身差をつけて勝利、重賞2勝目を挙げた。重賞連勝を狙ったかきつばた記念は岩田康の不祥事で福永祐一に乗り替わり、2番手で競馬をするが逃げるラプタスに3馬身離され2着に敗れる。4か月半ぶりの実戦となったテレ玉杯オーバルスプリントからは岩田康が主戦に戻ると共に自ら調教をつけ「自分で攻め馬をして納得できる」状態で出走。レースでは道中2番手から3コーナーで先頭に立つとそのまま押し切り、2着ティーズダンクに2馬身差をつけ快勝。重賞3勝目を手にした。
その後出走した武蔵野ステークスこそ9着に敗れたものの、年末の兵庫ゴールドトロフィーではトップハンデを背負ったラプタスが逃げるイグナイターを負かしに行ったところをまとめて差し切る着差以上の完勝で4つ目の重賞タイトルを手にした。

### 5歳（2022年）
2022年1月30日、根岸ステークスに出走。6番人気に推された同馬は中団の位置からレースを進め、最後の直線を差し切り勝利を収めた。JRA重賞初タイトルとフェブラリーステークスへの優先出走権を獲得した。
続くGIフェブラリーステークスでは1ハロン延長が懸念されたが5番人気に推された。好スタートから一旦控えたが、向正面途中でハナに立つ。最後は直線半ばで外から豪快に追い込んだカフェファラオに敗れたものの、GI初出走で2着に逃げ粘った。
5月5日に船橋競馬場で行われたJpnIかしわ記念に出走。単勝2.6倍の1番人気で迎えたレースでは、スタートを決め2番手を追走。最後の直線では2番人気ショウナンナデシコに突き放され、さらにソリストサンダーにも差され3着に敗れた。鞍上の岩田康誠は「重たかったのかな。馬場も含めて。ステップアップはしているけど、相手をほめるべき」とコメントした。
7月、美浦・蛯名正義厩舎へ転厩した。今後東日本の交流重賞に重点を置くにあたり地の利がある美浦への転厩をオーナーサイドが希望したためである。転厩初戦となった10月5日のJpnII東京盃では中団から脚を伸ばしたが後方から追い込んできたレッドルゼルにかわされて2着。11月3日のJpnIJBCスプリントでは好位追走も直線で伸びを欠いて7着に敗れた。

### 6歳（2023年）
6歳初戦として、1月29日に東京競馬場で行われた根岸ステークス（GIII）に連覇を狙って出走。C.ルメールを鞍上に迎え3番人気に推されたが、14着に敗れた。続くフェブラリーステークス（GI）は前走の大敗が影響して8番人気に留まり、前走と同様14着に敗れた。
その後、JpnIIIかきつばた記念とJpnIIさきたま杯は共に9着と惨敗。秋に入り、JpnIIIテレ玉杯オーバルスプリントでは8着に沈み、中距離路線に矛先を変えてJpnII浦和記念に出走したが8着に終わる。11月25日付けでJRAの競走馬登録を抹消され、佐賀競馬場・平山宏秀厩舎に移籍した。

## 競走成績
以下の内容は、JBISサーチおよびnetkeiba.comに基づく。
| 競走日     | 競馬場 | 競走名             | 格     | 距離（馬場）  | 頭 数 | 枠 番 | 馬 番 | オッズ （人気） | 着順 | タイム （上り3F） | 着差 | 騎手        | 斤量 [kg] | 1着馬（2着馬）         | 馬体重 [kg] |
| ---------- | ------ | ------------------ | ------ | ------------- | ----- | ----- | ----- | --------------- | ---- | ----------------- | ---- | ----------- | --------- | ---------------------- | ----------- |
| 2019.06.15 | 阪神   | 2歳新馬            |        | ダ1200m（重） | 12    | 8     | 12    | 012.10（5人）   | 04着 | R1:14.3（37.7）   | -1.3 | 0和田竜二   | 54        | ジェネティクス         | 516         |
| 0000.07.21 | 中京   | 2歳未勝利          |        | ダ1200m（稍） | 13    | 7     | 10    | 006.90（3人）   | 07着 | R1:14.3（38.8）   | -1.5 | 0和田竜二   | 54        | デンコウリジエール     | 512         |
| 0000.09.14 | 阪神   | 2歳未勝利          |        | ダ1200m（稍） | 8     | 7     | 7     | 011.00（5人）   | 01着 | R1:11.8（36.4）   | -1.3 | 0鮫島良太   | 54        | （サウンドサンビーム） | 514         |
| 0000.10.20 | 京都   | なでしこ賞         | 1勝    | ダ1400m（重） | 10    | 6     | 6     | 006.60（4人）   | 01着 | R1:23.6（36.7）   | -0.2 | 0M.デムーロ | 55        | （アルコレーヌ）       | 514         |
| 0000.11.27 | 園田   | 兵庫ジュニアGP     | JpnII  | ダ1400m（良） | 12    | 6     | 7     | 003.70（3人）   | 01着 | R1:28.0（38.0）   | -0.2 | 0M.デムーロ | 55        | （メイショウテンスイ） | 514         |
| 0000.12.18 | 川崎   | 全日本2歳優駿      | JpnI   | ダ1600m（稍） | 13    | 6     | 8     | 003.00（2人）   | 05着 | R1:42.5（40.6）   | -0.6 | 0M.デムーロ | 55        | ヴァケーション         | 516         |
| 2020.03.08 | 中京   | 昇竜S              | OP     | ダ1400m（不） | 10    | 7     | 7     | 003.60（1人）   | 01着 | R1:23.8（37.2）   | -0.1 | 0M.デムーロ | 57        | （アウトウッズ）       | 524         |
| 0000.05.03 | 京都   | 端午S              | OP     | ダ1400m（良） | 16    | 1     | 2     | 004.40（1人）   | 07着 | R1:24.9（38.3）   | -0.4 | 0M.デムーロ | 58        | サトノラファール       | 518         |
| 0000.06.13 | 阪神   | 天保山S            | OP     | ダ1400m（不） | 14    | 8     | 15    | 007.80（4人）   | 14着 | R1:24.7（38.5）   | -2.4 | 0M.デムーロ | 53        | サヴィ                 | 520         |
| 0000.11.22 | 東京   | 霜月S              | OP     | ダ1400m（良） | 16    | 2     | 3     | 044.1（13人）   | 03着 | R1:23.2（36.7）   | -0.4 | 0丸山元気   | 55        | ヘリオス               | 546         |
| 2021.01.11 | 中京   | すばるS            | L      | ダ1400m（良） | 16    | 4     | 7     | 007.90（5人）   | 01着 | R1:23.4（36.5）   | -0.3 | 0浜中俊     | 56        | （アヴァンティスト）   | 544         |
| 0000.01.31 | 東京   | 根岸S              | GIII   | ダ1400m（稍） | 16    | 6     | 12    | 010.20（4人）   | 13着 | R1:23.4（36.8）   | -1.1 | 0石橋脩     | 55        | レッドルゼル           | 546         |
| 0000.03.16 | 高知   | 黒船賞             | JpnIII | ダ1400m（重） | 12    | 8     | 11    | 003.50（2人）   | 01着 | R1:27.6（39.1）   | -1.6 | 0岩田康誠   | 56        | （スリーグランド）     | 543         |
| 0000.05.03 | 名古屋 | かきつばた記念     | JpnIII | ダ1400m（良） | 12    | 8     | 11    | 001.70（1人）   | 02着 | R1:25.8（38.5）   | -0.6 | 0福永祐一   | 57.5      | ラプタス               | 539         |
| 0000.09.23 | 浦和   | テレ玉杯オーバルSP | JpnIII | ダ1400m（良） | 12    | 8     | 12    | 004.20（2人）   | 01着 | R1:24.6（37.2）   | -0.4 | 0岩田康誠   | 55        | （ティーズダンク）     | 536         |
| 0000.11.13 | 東京   | 武蔵野S            | GIII   | ダ1600m（稍） | 16    | 2     | 4     | 017.90（9人）   | 09着 | R1:35.9（37.2）   | -0.9 | 0岩田康誠   | 57        | ソリストサンダー       | 544         |
| 0000.12.22 | 園田   | 兵庫ゴールドT      | JpnIII | ダ1400m（稍） | 11    | 5     | 5     | 001.90（1人）   | 01着 | R1:27.0（37.9）   | -0.2 | 0岩田康誠   | 58        | （ラプタス）           | 544         |
| 2022.01.30 | 東京   | 根岸S              | GIII   | ダ1400m（良） | 16    | 6     | 11    | 011.50（6人）   | 01着 | R1:23.1（35.8）   | -0.2 | 0岩田康誠   | 57        | （ヘリオス）           | 554         |
| 0000.02.20 | 東京   | フェブラリーS      | GI     | ダ1600m（重） | 16    | 8     | 15    | 008.90（5人）   | 02着 | R1:34.2（35.0）   | -0.4 | 0岩田康誠   | 57        | カフェファラオ         | 546         |
| 0000.05.05 | 船橋   | かしわ記念         | JpnI   | ダ1600m（稍） | 14    | 3     | 3     | 002.60（1人）   | 03着 | R1:39.9（39.4）   | -1.0 | 0岩田康誠   | 57        | ショウナンナデシコ     | 541         |
| 0000.10.05 | 大井   | 東京盃             | JpnII  | ダ1200m（稍） | 8     | 7     | 7     | 003.50（3人）   | 02着 | R1:10.8（35.7）   | -0.2 | 0岩田康誠   | 56        | レッドルゼル           | 555         |
| 0000.11.03 | 盛岡   | JBCスプリント      | JpnI   | ダ1200m（良） | 14    | 8     | 13    | 003.70（2人）   | 07着 | R1:10.1（34.9）   | -1.0 | 0岩田康誠   | 57        | ダンシングプリンス     | 556         |
| 2023.01.29 | 東京   | 根岸S              | GIII   | ダ1400m（良） | 16    | 4     | 8     | 007.90（3人）   | 14着 | R1:24.9（38.0）   | -2.4 | 0C.ルメール | 57        | レモンポップ           | 550         |
| 0000.02.19 | 東京   | フェブラリーS      | GI     | ダ1600m（良） | 16    | 5     | 10    | 029.50（8人）   | 14着 | R1:38.1（38.5）   | -2.5 | 0C.ルメール | 58        | レモンポップ           | 544         |
| 0000.05.02 | 名古屋 | かきつばた記念     | JpnIII | ダ1500m（良） | 12    | 2     | 2     | 016.80（4人）   | 09着 | R1:35.5（40.0）   | -4.4 | 0岩田康誠   | 61        | ウィルソンテソーロ     | 547         |
| 0000.05.31 | 浦和   | さきたま杯         | JpnII  | ダ1400m（重） | 10    | 7     | 8     | 019.60（6人）   | 09着 | R1:28.1（40.1）   | -2.8 | 0岩田康誠   | 56        | イグナイター           | 537         |
| 0000.09.20 | 浦和   | テレ玉杯オーバルSP | JpnIII | ダ1400m（不） | 10    | 7     | 8     | 035.90（5人）   | 08着 | R1:27.4（38.7）   | -1.7 | 0内田博幸   | 56        | ドライスタウト         | 539         |
| 0000.11.23 | 浦和   | 浦和記念           | JpnII  | ダ2000m（良） | 12    | 8     | 11    | 088.60（8人）   | 08着 | R2:11.0（41.6）   | -4.4 | 0柴山雄一   | 56        | ディクテオン           | 542         |
| 2024.02.08 | 姫路   | 兵庫ウインターC    | 重賞I  | ダ1400m（稍） | 12    | 5     | 5     | 007.30（4人）   | 06着 | R1:32.2（40.0）   | -1.7 | 0山口勲     | 56        | タイガーインディ       | 546         |
| 0000.03.10 | 佐賀   | 九州クラウン       | 重賞   | ダ1400m（稍） | 12    | 8     | 12    | 006.10（3人）   | 04着 | R1:28.7（39.1）   | -0.8 | 0落合玄太   | 56        | ジョンソンテソーロ     | 561         |
| 0000.03.31 | 佐賀   | 春疾風賞           | A1     | ダ1400m（重） | 9     | 3     | 3     | 002.10（1人）   | 02着 | R1:27.5（38.7）   | -0.2 | 0山口勲     | 56        | テイエムフェロー       | 556         |
| 0000.04.20 | 佐賀   | 六角川特別         | A1A2   | ダ1400m（稍） | 9     | 8     | 8     | 002.50（2人）   | 06着 | R1:28.9（39.6）   | -0.9 | 0大山真吾   | 56        | シゲルタイタン         | 552         |
| 0000.05.04 | 佐賀   | 菊池川特別         | A1A2   | ダ1400m（良） | 5     | 2     | 2     | 001.60（1人）   | 01着 | R1:29.0（37.7）   | -0.5 | 0山口勲     | 56        | （ダイリンウルフ）     | 551         |
| 0000.06.02 | 佐賀   | 錦江湾特別         | A1     | ダ1400m（良） | 7     | 1     | 1     | 002.10（1人）   | 02着 | R1:30.9（40.7）   | -1.4 | 0山口勲     | 56        | アイリッシュセンス     | 543         |
| 0000.09.28 | 佐賀   | 佐賀オータムD      | A1A2   | ダ0900m（良） | 9     | 6     | 6     | 006.10（3人）   | 05着 | R0:54.0（35.5）   | -1.2 | 0山口勲     | 56        | ロンドンテソーロ       | 568         |
| 0000.10.20 | 佐賀   | 佐賀オータムSP     | 重賞   | ダ1400m（重） | 10    | 8     | 10    | 004.90（4人）   | 06着 | R1:33.1（41.7）   | -2.2 | 0山口勲     | 56        | ロードミッドナイト     | 563         |
| 0000.11.10 | 佐賀   | 松浦川特別         | A1A2   | ダ1300m（良） | 11    | 7     | 8     | 021.10（7人）   | 07着 | R1:24.8（39.8）   | -2.5 | 0山口勲     | 56        | テイエムフォンテ       | 556         |
| 2025.01.12 | 佐賀   | ゴールドスプリント | 重賞   | ダ1300m（稍） | 11    | 4     | 4     | 145.5（10人）   | 11着 | R1:24.5（38.2）   | -3.3 | 0金山昇馬   | 56        | カジノフォンテン       | 565         |
| 0000.05.04 | 佐賀   | KYUSHU DREAM賞     | A1A2   | ダ1400m（稍） | 9     | 4     | 4     | 015.50（5人）   | 09着 | R1:33.4（41.8）   | -4.4 | 0中山蓮王   | 56        | グローリー             | 563         |

- 競走成績は2025年5月4日現在

## 血統表
| テイエムサウスダンの血統                     | テイエムサウスダンの血統                                                                    | テイエムサウスダンの血統                                                                    | （血統表の出典）                                                                            | （血統表の出典） |
| 父系                                         | フォーティナイナー系/ミスタープロスペクター系                                               | フォーティナイナー系/ミスタープロスペクター系                                               | フォーティナイナー系/ミスタープロスペクター系                                               | [ § 2 ]          |
| 父 *サウスヴィグラス 1992年 栗毛 アメリカ    | 父の父*エンドスウィープ End Sweep 1991年 鹿毛                                               | *フォーティナイナー                                                                         | Mr. Prospector                                                                              | Mr. Prospector   |
| 父 *サウスヴィグラス 1992年 栗毛 アメリカ    | 父の父*エンドスウィープ End Sweep 1991年 鹿毛                                               | *フォーティナイナー                                                                         | File                                                                                        |                  |
| 父 *サウスヴィグラス 1992年 栗毛 アメリカ    | 父の父*エンドスウィープ End Sweep 1991年 鹿毛                                               | Broom Dance                                                                                 | Dance Spell                                                                                 | Dance Spell      |
| 父 *サウスヴィグラス 1992年 栗毛 アメリカ    | 父の父*エンドスウィープ End Sweep 1991年 鹿毛                                               | Broom Dance                                                                                 | Witching Hour                                                                               |                  |
| 父 *サウスヴィグラス 1992年 栗毛 アメリカ    | 父の母*ダーケストスター Darkest Star 1981年 鹿毛                                            | Star de Naskra                                                                              | Naskra                                                                                      | Naskra           |
| 父 *サウスヴィグラス 1992年 栗毛 アメリカ    | 父の母*ダーケストスター Darkest Star 1981年 鹿毛                                            | Star de Naskra                                                                              | Candle Star                                                                                 |                  |
| 父 *サウスヴィグラス 1992年 栗毛 アメリカ    | 父の母*ダーケストスター Darkest Star 1981年 鹿毛                                            | Minnie Riperton                                                                             | Cornish Prince                                                                              | Cornish Prince   |
| 父 *サウスヴィグラス 1992年 栗毛 アメリカ    | 父の母*ダーケストスター Darkest Star 1981年 鹿毛                                            | Minnie Riperton                                                                             | English Harbor                                                                              |                  |
| 母 ムービングアウト 2004年 鹿毛 北海道静内町 | 母の父Langfuhr 1992年 鹿毛                                                                  | Danzig                                                                                      | Northern Dancer                                                                             | Northern Dancer  |
| 母 ムービングアウト 2004年 鹿毛 北海道静内町 | 母の父Langfuhr 1992年 鹿毛                                                                  | Danzig                                                                                      | Pas de Nom                                                                                  |                  |
| 母 ムービングアウト 2004年 鹿毛 北海道静内町 | 母の父Langfuhr 1992年 鹿毛                                                                  | Sweet Briar Too                                                                             | Briartic                                                                                    | Briartic         |
| 母 ムービングアウト 2004年 鹿毛 北海道静内町 | 母の父Langfuhr 1992年 鹿毛                                                                  | Sweet Briar Too                                                                             | Prima Babu Gum                                                                              |                  |
| 母 ムービングアウト 2004年 鹿毛 北海道静内町 | 母の母*ルネッサンスファウンド Renaissance Found 2000年 栗毛                                 | Silver Deputy                                                                               | Deputy Minister                                                                             | Deputy Minister  |
| 母 ムービングアウト 2004年 鹿毛 北海道静内町 | 母の母*ルネッサンスファウンド Renaissance Found 2000年 栗毛                                 | Silver Deputy                                                                               | Silver Valley                                                                               |                  |
| 母 ムービングアウト 2004年 鹿毛 北海道静内町 | 母の母*ルネッサンスファウンド Renaissance Found 2000年 栗毛                                 | Go First Class                                                                              | Easy Goer                                                                                   | Easy Goer        |
| 母 ムービングアウト 2004年 鹿毛 北海道静内町 | 母の母*ルネッサンスファウンド Renaissance Found 2000年 栗毛                                 | Go First Class                                                                              | Classic Slew                                                                                |                  |
| 母系(F-No.)                                  | ルネッサンスファウンド(CAN)系(FN:23-b)                                                      | ルネッサンスファウンド(CAN)系(FN:23-b)                                                      | ルネッサンスファウンド(CAN)系(FN:23-b)                                                      | [ § 3 ]          |
| 5代内の近親交配                              | Mr. Prospector 4 x 5 = 9.38%、Northern Dancer 5 x 4 = 9.38%、Nearctic 5 ･ 5（母内） = 6.25% | Mr. Prospector 4 x 5 = 9.38%、Northern Dancer 5 x 4 = 9.38%、Nearctic 5 ･ 5（母内） = 6.25% | Mr. Prospector 4 x 5 = 9.38%、Northern Dancer 5 x 4 = 9.38%、Nearctic 5 ･ 5（母内） = 6.25% | [ § 4 ]          |
| 出典                                         | 1. 2. 3. 4.                                                                                 | 1. 2. 3. 4.                                                                                 | 1. 2. 3. 4.                                                                                 | 1. 2. 3. 4.      |

- 主な近親はノークラス#ノークラスの牝系を参照。